# Nekrolog 1523
Nekrolog
◄◄
| ◄
| 1519
| 1520
| 1521
| 1522
| 1523 | 1524 | 1525 | 1526 | 1527 | ► | ►►
Weitere Ereignisse | Allgemeiner Nekrolog 1523
Die Beschreibung der verstorbenen Person sollte so kurz wie möglich gehalten sein und nur deren signifikante Tätigkeit(en) enthalten.
Neue Namen ggf. auch unter dem Geburts- und Sterbedatum, also etwa unter 1. Januar und im Geburts- und Sterbejahr (2024) eintragen (nur bei entsprechender großer Wichtigkeit). Für Beispiele siehe die schon vorhandenen Artikel.
Außerdem über die fünf zuletzt Verstorbenen, zu denen es einen ausreichend guten Artikel für eine Präsentation auf der Hauptseite gibt, nach der todesbedingten Überarbeitung der Artikel ggf. auch unter Wikipedia Diskussion:Hauptseite informieren und sie am besten auch in den anderen Wikipedia-Sprachversionen eintragen. Tipp: Regelmäßig bei news.google.de nach „ist tot“, „gestorben“ oder „verstorben“ suchen.
Wenn eine Person gestorben ist, gibt es viele Seiten zu dieser Person in der Wikipedia, die davon auch betroffen sind und entsprechend aktualisiert werden müssen. Beispiele: Namenübersichtsseite, Geburtsjahr, Geburtsort-Seiten und viele mehr.
Wie finde ich die betroffenen Seiten?
Im Suchfeld auf der linken Seite gibt man den Suchbegriff so ein: „Vorname Nachname“. Dann klickt man auf Volltext und alle Seiten mit entsprechendem Suchtext werden aufgerufen. Hier sieht man dann schnell, wo auch das Todesjahr Sinn macht oder sogar ein Teil des Artikels angepasst werden muss. Auch hilft das „Werkzeug“ auf der linken Seite sehr gut, um solche Seiten aufzufinden: „Links auf diese Seite“. Somit ist die Wikipedia wieder aktuell in allen Bereichen! Hinweis: bei Eintragung der Kategorie „Gestorben JAHR“ wird der Missbrauchsfilter 49 ausgelöst, was jedoch nicht schlimm ist. Siehe: Spezial:Missbrauchsfilter/49
Dies ist eine Liste von im Jahr 1523 verstorbenen bekannten Persönlichkeiten. Die Einträge erfolgen innerhalb der einzelnen Daten alphabetisch sortiert. Tiere sind im Nekrolog für Tiere zu finden.

## Januar
| Tag        | Name                          | Beruf, bekannt als                   | Alter | Beleg |
| ---------- | ----------------------------- | ------------------------------------ | ----- | ----- |
| 23. Januar | Alexius Karrenfurer           | Benediktiner-Abt                     |       |       |
| 30. Januar | Fabian von Lossainen          | Fürstbischof von Ermland (1512–1523) |       |       |
| 31. Januar | Bernhart Lachaman der Jüngere | Glockengießer                        |       |       |

## Februar
| Tag        | Name                      | Beruf, bekannt als               | Alter | Beleg |
| ---------- | ------------------------- | -------------------------------- | ----- | ----- |
| 4. Februar | Simon Pistoris der Ältere | deutscher Mediziner und Leibarzt |       |       |
| 6. Februar | Jens Holgersen Ulfstand   | dänischer Ritter                 |       |       |

## März
| Tag      | Name                     | Beruf, bekannt als                                            | Alter | Beleg |
| -------- | ------------------------ | ------------------------------------------------------------- | ----- | ----- |
| 25. März | Gregor Lamparter         | deutscher Hochschullehrer und Rektor der Universität Tübingen |       |       |
| 28. März | Ludwig I. von Löwenstein | Graf von Löwenstein; Begründer des Hauses Löwenstein-Wertheim | 59    |       |

## April
| Tag       | Name                                  | Beruf, bekannt als                          | Alter | Beleg |
| --------- | ------------------------------------- | ------------------------------------------- | ----- | ----- |
| 6. April  | Edward Stanley, 1. Baron Monteagle    | englischer Adliger und Ritter               |       |       |
| 10. April | Wilhelm von Gemmingen                 | Reichsritter mit Rechten in Berwangen       |       |       |
| 15. April | Michael von Wolkenstein-Rodenegg      | Rat und Hofmeister von Kaiser Maximilian I. |       |       |
| 23. April | Henry Clifford, 10. Baron de Clifford | englischer Adliger und Politiker            |       |       |

## Mai
| Tag     | Name                     | Beruf, bekannt als                                     | Alter | Beleg |
| ------- | ------------------------ | ------------------------------------------------------ | ----- | ----- |
| 7. Mai  | Antonio Grimani          | 76. Doge von Venedig (1521–1523)                       | 88    |       |
| 7. Mai  | Franz von Sickingen      | Anführer der rheinischen und schwäbischen Ritterschaft | 42    |       |
| 14. Mai | Nicolas Vaux             | englischer Peer und Politiker                          |       |       |
| 15. Mai | Barbara von Gundelfingen | Äbtissin des Damenstifts Buchau                        |       |       |
| 27. Mai | Johannes VIII. Grimholt  | Bischof von Lübeck                                     |       |       |
| 28. Mai | Ludwig I.                | Graf von Nassau-Weilburg                               |       |       |

## Juni
| Tag     | Name          | Beruf, bekannt als                 | Alter | Beleg |
| ------- | ------------- | ---------------------------------- | ----- | ----- |
| 9. Juni | Diego de Deza | spanischer Theologe und Inquisitor |       |       |

## Juli
| Tag      | Name                           | Beruf, bekannt als                                 | Alter | Beleg |
| -------- | ------------------------------ | -------------------------------------------------- | ----- | ----- |
| 1. Juli  | Johannes van Esschen           | erster Märtyrer der Reformation                    |       |       |
| 1. Juli  | Hendrik Vos                    | erster Märtyrer der Reformation                    |       |       |
| 12. Juli | Thomas Truchseß von Wetzhausen | adeliger Domdekan in Speyer, Theologe und Humanist |       |       |
| 21. Juli | Johann Dölsch                  | deutscher Theologe                                 |       |       |
| 24. Juli | Adrien Gouffier de Boissy      | französischer Aristokrat, Bischof und Kardinal     |       |       |

## August
| Tag        | Name              | Beruf, bekannt als                             | Alter | Beleg |
| ---------- | ----------------- | ---------------------------------------------- | ----- | ----- |
| 6. August  | Johannes Adelphus | deutscher Arzt und Schriftsteller              |       |       |
| 8. August  | Jean Vallière     | französischer evangelischer Märtyrer           |       |       |
| 13. August | Gerard David      | niederländischer Maler                         |       |       |
| 22. August | Lucien            | Herr von Monaco (1505–1523)                    |       |       |
| 27. August | Domenico Grimani  | Patriarch von Aquileia, Mäzen und Kunstsammler | 62    |       |
| 29. August | Ulrich von Hutten | Reichsritter und Humanist                      | 35    |       |

## September
| Tag           | Name              | Beruf, bekannt als                                                 | Alter | Beleg |
| ------------- | ----------------- | ------------------------------------------------------------------ | ----- | ----- |
| 8. September  | Maciej Miechowita | polnischer Historiker, Geograph, Arzt und Wissenschaftsorganisator |       |       |
| 14. September | Hadrian VI.       | Papst (1522–1523)                                                  | 64    |       |
| September     | Simon Heins       | deutscher katholischer Theologe                                    |       |       |

## Oktober
| Tag         | Name                    | Beruf, bekannt als                                                                | Alter | Beleg |
| ----------- | ----------------------- | --------------------------------------------------------------------------------- | ----- | ----- |
| 1. Oktober  | Dietrich von Bülow      | Bischof des Bistums Lebus                                                         |       |       |
| 5. Oktober  | Bogislaw X.             | Herzog von Pommern                                                                |       |       |
| 9. Oktober  | Peter IV. von Rosenberg | Regent des Hauses Rosenberg; Landeshauptmann und zeitweise Statthalter von Böhmen | 61    |       |
| 11. Oktober | Bartolomeo Montagna     | italienischer Maler                                                               |       |       |
| 16. Oktober | Luca Signorelli         | italienischer Maler                                                               |       |       |
| Oktober     | William Cornysh         | englischer Komponist                                                              |       |       |

## November
| Tag          | Name                | Beruf, bekannt als                                                                             | Alter | Beleg |
| ------------ | ------------------- | ---------------------------------------------------------------------------------------------- | ----- | ----- |
| 21. November | Hans Frei           | bedeutender Lautenbauer und Komponist in Nürnberg und Bologna                                  |       |       |
| 22. November | Achille Grassi      | Kardinal der Römisch-katholischen Kirche                                                       | 67    |       |
| 24. November | Erpho von Gemmingen | Propst im Stift St. Guido in Speyer und im Stift Odenheim, Dompropst und Archidiakon in Speyer |       |       |

## Dezember
| Tag          | Name                                  | Beruf, bekannt als                                             | Alter | Beleg |
| ------------ | ------------------------------------- | -------------------------------------------------------------- | ----- | ----- |
| 15. Dezember | Hans Boner                            | deutsch-polnischer Kaufmann und Bankier, Gouverneur von Krakau |       |       |
| 16. Dezember | Bernhard Adelmann von Adelmannsfelden | deutscher Humanist                                             |       |       |
| 16. Dezember | Bernardino López de Carvajal          | spanischer Kardinal                                            | 67    |       |
| 29. Dezember | Giuliano Dati                         | florentiner Theologe und Dichter                               |       |       |
| 29. Dezember | Nils Henriksson                       | Ritter und Mitglied des norwegischen Reichsrates               |       |       |
| 30. Dezember | Prospero Colonna                      | italienischer Condottiere                                      |       |       |
| Dezember     | Bernhard von Sachsen-Lauenburg        | Dompropst in Köln und Münster                                  |       |       |

## Datum unbekannt
| Tag               | Name                   | Beruf, bekannt als                                          | Alter | Beleg |
| ----------------- | ---------------------- | ----------------------------------------------------------- | ----- | ----- |
|                   | Heinrich II. Basedow   | Bischof in Kurland                                          |       |       |
|                   | Thoman Burgkmair       | deutscher Maler des Mittelalters                            |       |       |
|                   | Ulrich Rülein von Calw | Humanist, Arzt, Mathematiker und Montanwissenschaftler      |       |       |
|                   | Cesare da Sesto        | italienischer Maler und Schüler Leonardo da Vincis          |       |       |
|                   | Alfonso Franco         | italienischer Maler                                         |       |       |
|                   | Francisco de Garay     | spanischer Konquistador                                     |       |       |
|                   | Philipp von Gmünd      | Baumeister der Meisenheimer Schule, Bildhauer der Spätgotik |       |       |
|                   | Wilhelm von Graben     | Edelmann und kaiserliche Verwaltungsperson                  |       |       |
|                   | Kunz von Iphofen       | frühneuzeitlicher Montanunternehmer                         |       |       |
|                   | Kim Jeon               | koreanischer Politiker und neokonfuzianischer Philosoph     |       |       |
|                   | Silvester Mazzolini    | italienischer Ordensgeistlicher (Dominikaner)               |       |       |
|                   | Mehmed I. Giray        | Khan der Krim                                               |       |       |
|                   | Johannes Nuhn          | deutscher Chronist des Landes Hessen und der Stadt Hersfeld |       |       |
| Februar oder März | Perugino               | italienischer Maler                                         |       |       |
|                   | Hermann Serges         | deutscher Theologe des späten Mittelalters                  |       |       |
|                   | Timoteo Viti           | italienischer Renaissancemaler                              |       |       |
|                   | Heinrich Witte         | Bürgermeister der Hansestadt Lübeck                         |       |       |